# Osteoglossomorpha
Osteoglossomorpha é uma superordem da classe Actinopterygii.

## Ordens
- Ordem Ichthyodectiformes†
- Ordem Osteoglossiformes
- Ordem Hiodontiformes

Predefinição:Osteoglossomorpha